# Franz Köster
El Unteroffizier  Franz Köster fue un antiguo As de la aviación de Caza nocturno alemán de la Luftwaffe . Se le acreditan  7 victorias volando el caza jet Messerschmitt Me-262 en la Jagdverband 44, lo que lo convierte en uno de los 28 ases de caza jet de la Segunda Guerra Mundial.